# Dioscoride di Vienna
Il Dioscoride di Vienna è la più antica copia illustrata dell'opera De materia medica di Dioscoride di Anazarbo, medico e botanico greco vissuto nel I secolo d.C. nella Roma dei tempi di Nerone.
Il codice è talvolta chiamato anche Codex Aniciae Julianae per nobilitarlo, in quanto espone una miniatura della nobile bizantina Anicia Giuliana. Altri nomi sono Codex Vindobonensis (Vindobonensis Medicus Graecus 1, da Vindobona, nome latino di Vienna) o Codex Byzantinus. Dal 1997 è patrimonio dell'UNESCO.
Questa copia è un capolavoro della tecnica della miniatura del VI secolo ed appartiene alla Biblioteca nazionale austriaca a Vienna.

## Storia
Secondo la tradizione, il codice sarebbe stato regalato dal popolo di Costantinopoli ad Anicia Giuliana intorno all'anno 512 d.C., per ringraziarla della costruzione di una chiesa dedicata alla Theotokos.
L'ultimo proprietario del codice a  Istanbul, fu l'ebreo Moise Hamon, medico di Solimano il Magnifico. 
Qui, nel Cinquecento, sarebbe stato scoperto da Ogier Ghislain de Busbecq, che era ambasciatore di Ferdinando I d'Asburgo. 
Il figlio del medico proprietario lo vendette quindi all'imperatore Massimiliano II d'Austria. Fu così portato a Vienna, ed è stato da allora conservato nella biblioteca.
Il Dioscoride contiene il De materia medica di Pedanio Dioscoride, l'anonimo Carmen de herbis, un trattato di ornitologia di Dionysius e un trattato contro i morsi dei serpenti di Nicandro.

## Altre immagini

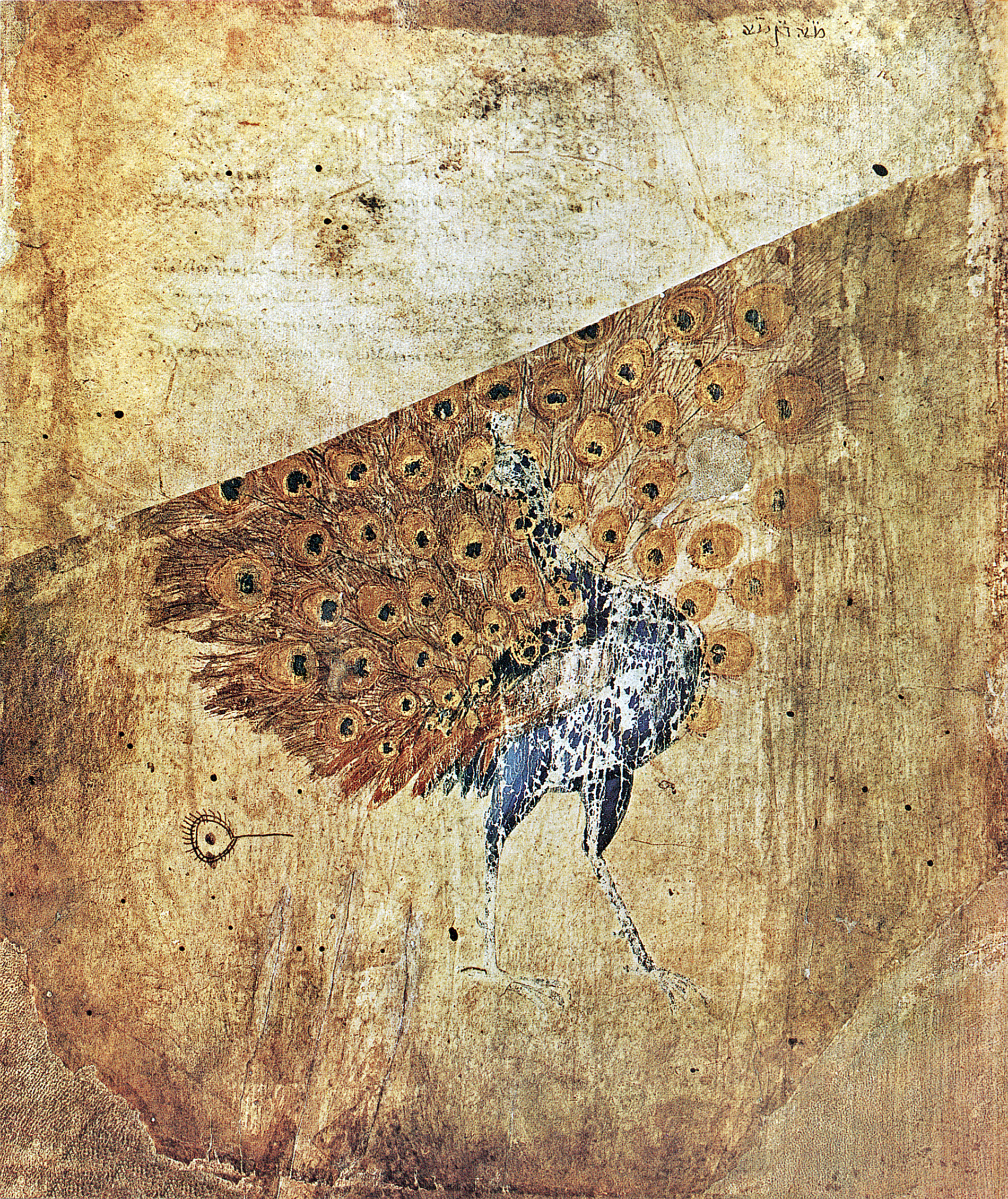
Pavone
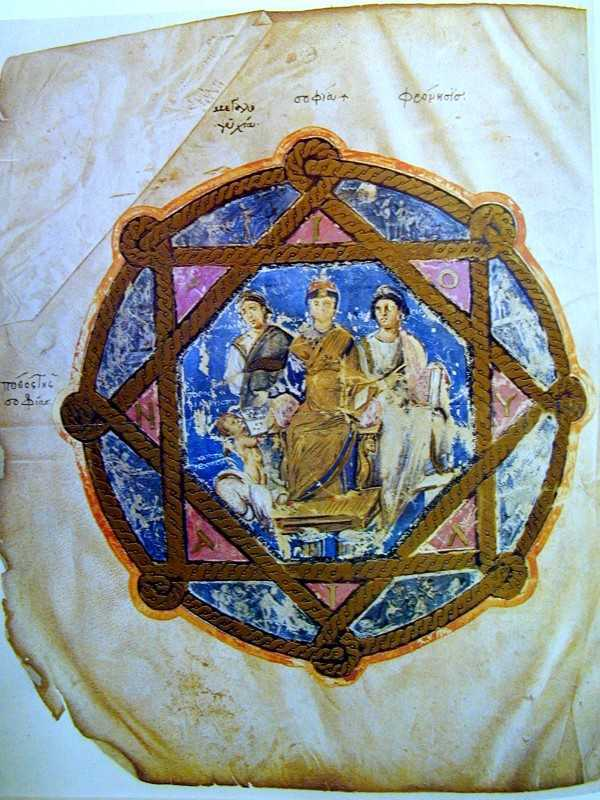
Anicia Giuliana sul Folio 6v
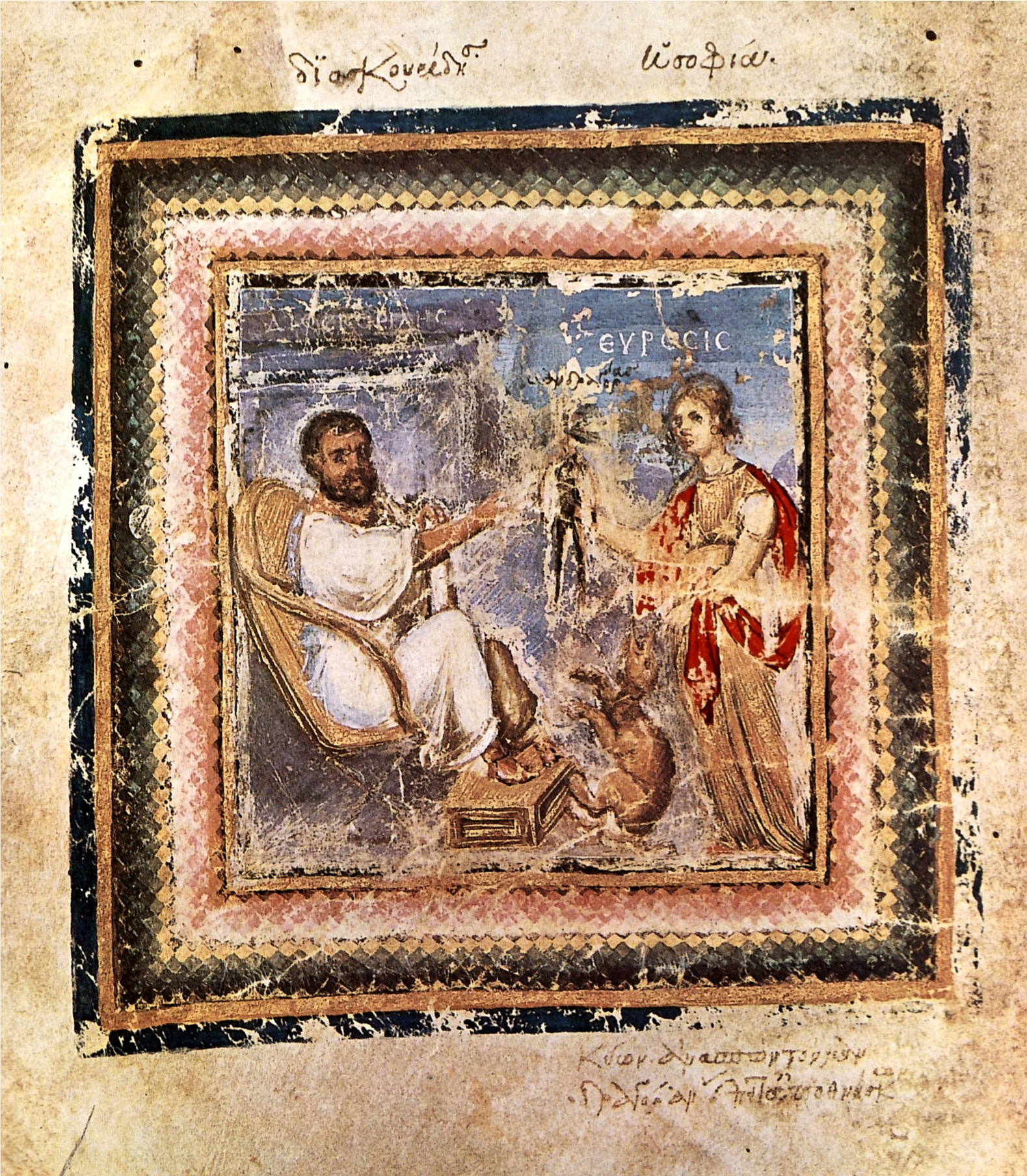
Ritratto di Dioscoride
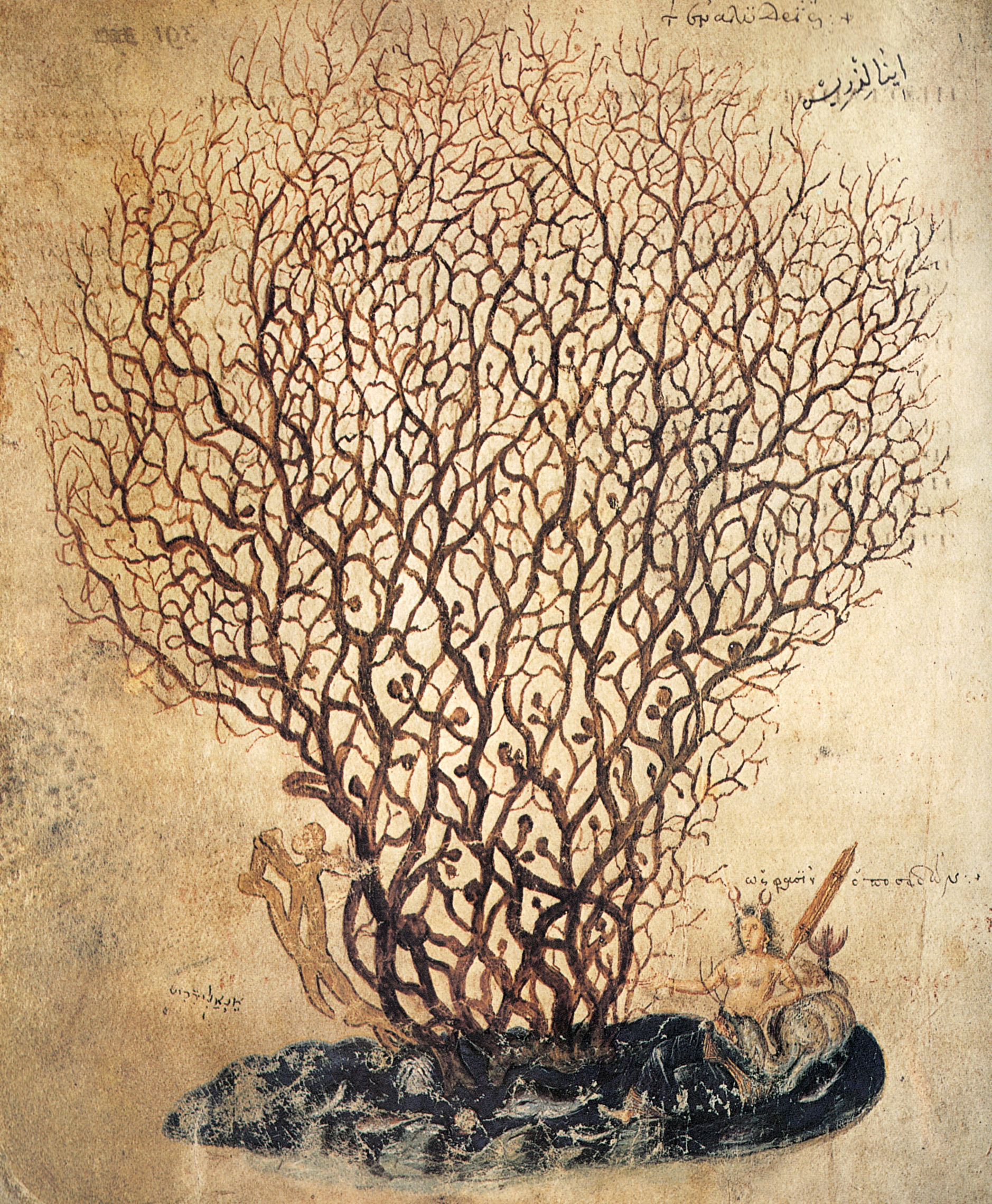
Corallo sul Folio 391v
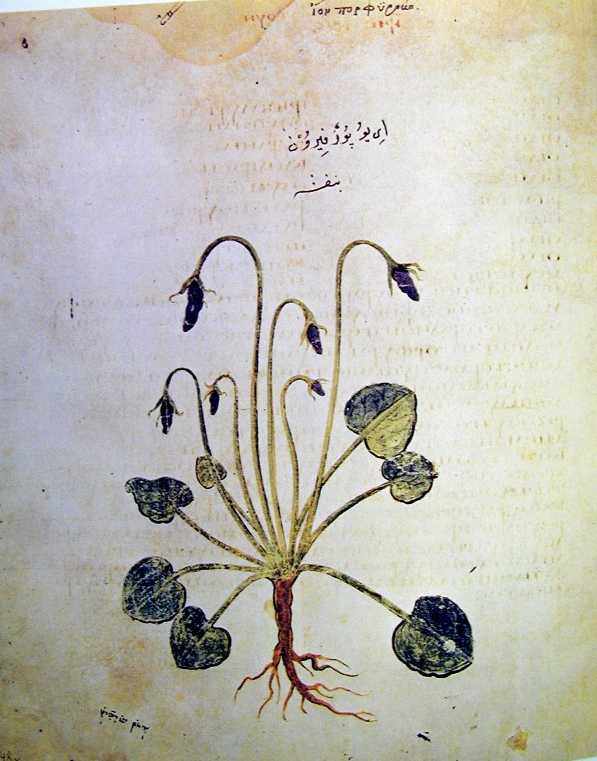
Folio 148v, violetta
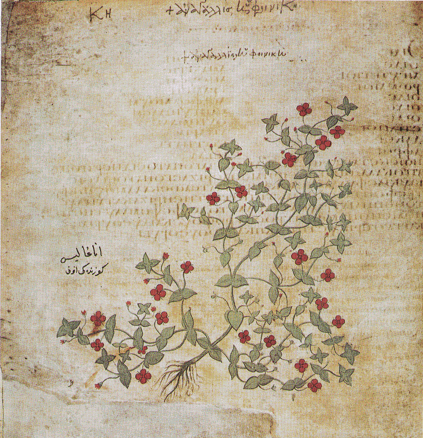
Mordigallina
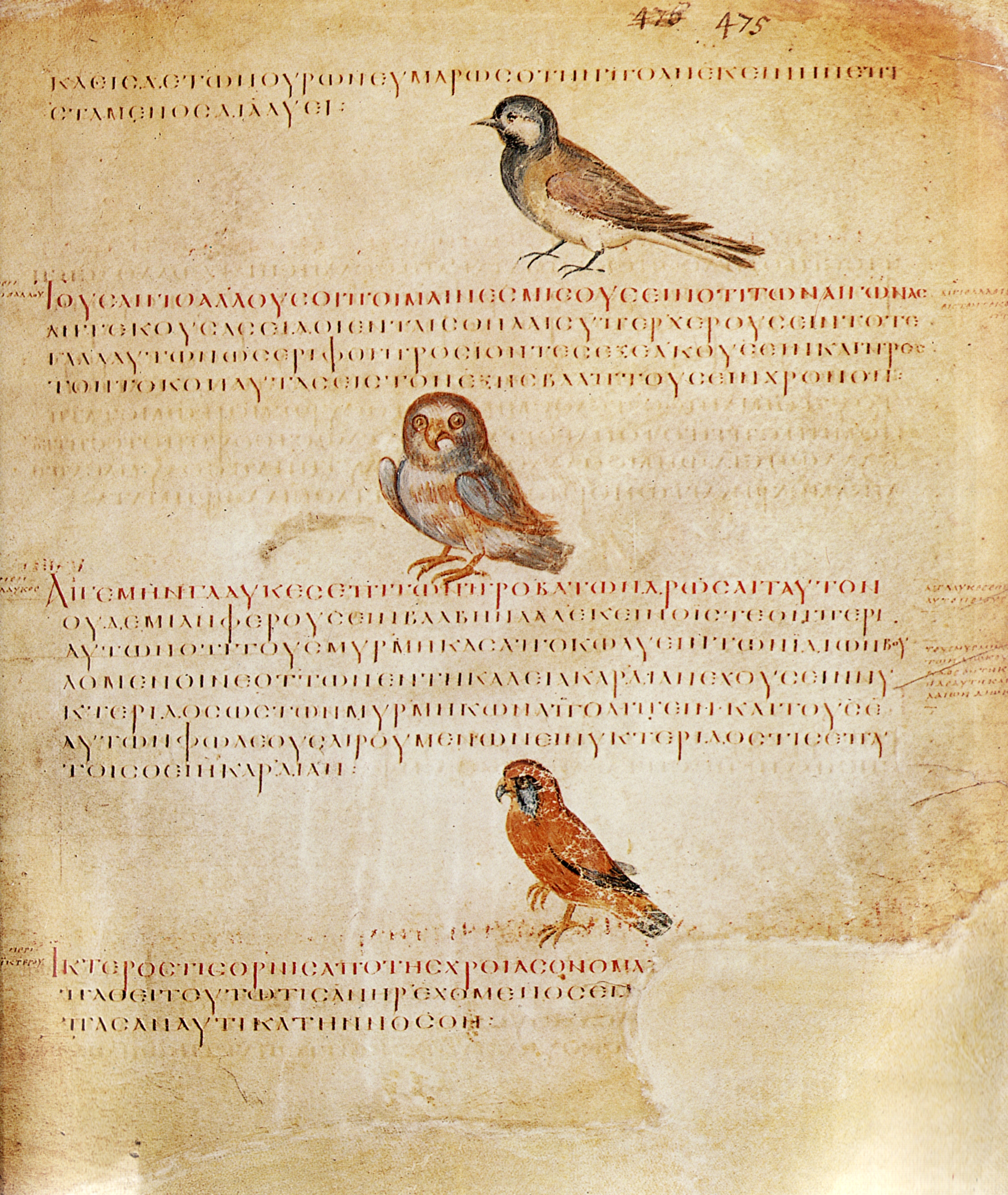
Uccelli
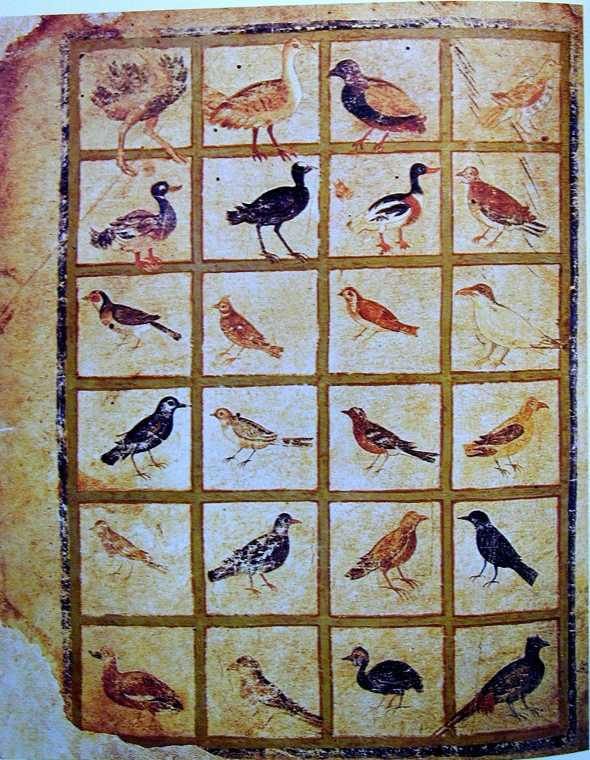
Galleria di volatili